# Grandfield (Oklahoma)
Grandfield – miejscowość w Stanach Zjednoczonych, w stanie Oklahoma, w hrabstwie Tillman.